# Trinidad (Colorado)
Trinidad é uma cidade localizada no estado americano do Colorado, no Condado de Las Animas.

## Demografia
Segundo o censo americano de 2000, a sua população era de 9 078 habitantes.
Em 2006, foi estimada uma população de 9 134, um aumento de 56 (0.6%).

## Geografia
De acordo com o United States Census Bureau, a cidade tem uma área de 16,3 km², dos quais 16,3 km² cobertos por terra e 0,0 km² cobertos por água.

## Localidades na vizinhança
O diagrama seguinte representa as localidades num raio de 56 km ao redor de Trinidad.